# معرفت (برنامه تلویزیونی)
معرفت، یک برنامه تلویزیونی است که هر هفته به‌طور منظم از شبکه چهار تلویزیون ملی ایران با محوریت فلسفه اسلامی پخش می‌شود. مجری این برنامه اسماعیل منصوری لاریجانی است و مهمان ثابت برنامه غلامحسین ابراهیمی دینانی است. این برنامه یک برنامه گفتگو محور است و تهیه‌کننده آن سید محسن مناجاتی و محصول گروه اندیشه و معارف دینی است.

## محور کلی موضوعات
محور کلی موضوعات برنامه معرفت به ترتیب:
- اندیشه های حاج ملا هادی سبزواری
- نقش عقل و عشق در زندگی
- اصل بداهت و حقیقت وجود
- انسان کامل و چگونگی ارتباط از طریق انسان کامل با منبع غیب
- فلسفه مرگ
- اسرار الحکم حاج ملا هادی سبزواری
- مرگ و حیات در دیدگاه حکیم عمر بن خیام
- پیرامون موضوع بعثت
- کیفیت رجوع به معاد
- رابطه علم و عبادت
- عظمت و اسرار لیالی القدر
- وارستگی و وابستگی به دنیا
- سوانح العشاق حاج احمد غزالی
- اندیشه‌های عین القضات همدانی
- فلسفه وحی و کیفیت نزول آن
- اندیشه‌های خواجه نصیر الدین طوسی
- ابو یعقوب سجستانی و ناصر خسرو
- اندیشه‌های حکیم سنایی
- شیخ عطار نیشابوری
- آرا و اندیشه‌های شوریده بابا طاهر عریان
- نفس‌شناسی در مثنوی
- دعا و نیایش از دیدگاه جناب مولوی
- فطرت از نگاه مولانا
- شناخت ادراکات انسانی
- آفات معرفت‌شناسی در مثنوی
- آرا و اندیشه‌های جناب ملاصدرا
- معنا و مفهوم وجود
- رابطه نفس با بدن
- مفهوم حرکت جوهری و حبی
- رابطه عقل با وحی از نگاه جناب ملاصدرا
- در رابطه با آغاز بهار و نوروز
- تفاوت وقت و زمان
- فلسفه حکیم سهروردی

فلسفه و حکمت و عرفان ابن سینا
- تفسیر ابیات گلستان سعدی